# Anfilogías
En la mitología griega las Anfilogías (Amphilogiai,en griego antiguo Ἀμφιλογίαι) eran las personificaciones de las disputas y las contiendas.
Según Hesíodo en su Teogonía eran hijas de Eris (la discordia) por sí misma, y hermanas de Ate (la ruina), Algos (el dolor) o Limos (el hambre).
Sin embargo Higino, que les da el nombre latino de Altercatio, las hace hijas de Éter (el aire que respiran los dioses) y Gea (la Tierra).